# Ćwików
Ćwików – wieś w Polsce położona w województwie małopolskim, w powiecie dąbrowskim, w gminie Olesno.
W latach 1954–1959 wieś należała i była siedzibą władz gromady Ćwików, po jej zniesieniu w gromadzie Olesno. W latach 1975–1998 miejscowość administracyjnie należała do województwa tarnowskiego.
Integralne części miejscowości: Bugaj, Krzaki, Wielkie Błonie, Zakącie, Zawiśle.
Z Ćwikowa pochodzi Jan Nowak, polski wychowawca, działacz sportowy i członek honorowy Polskiego Związku Piłki Nożnej, wiceprezydent Krakowa.

## Zabytki
Obiekt wpisany do rejestru zabytków nieruchomych województwa małopolskiego.
- Fortalicja polowa „Wały Szwedzkie”.